# 10 cose che odio di te (serie televisiva)
10 cose che odio di te (10 Things I Hate About You) è una serie televisiva statunitense creata da Carter Covington e andata in onda dal 7 luglio 2009 al 24 maggio 2010 sul canale ABC Family.
La storia è basata sull'omonimo film del 1999. La maggior parte degli episodi della serie televisiva sono stati diretti da Gil Junger, la regista del film.
La prima stagione, negli USA terminata l'8 settembre 2009, è composta da 10 episodi (più altri 10 ordinati e trasmessi da marzo a maggio del 2010). Il 29 aprile 2010 la ABC Family ha annunciato che, a causa dei bassi ascolti ottenuti, la serie non avrebbe avuto una seconda stagione. In Italia ha debuttato sul canale pay Mya di Mediaset Premium il 16 gennaio 2010. Da aprile 2010 la serie è stata trasmessa anche su MTV Italia.

## Trama
Due sorelle dal carattere molto diverso, Bianca e Kat Stratford, si sono appena trasferite a Padua (in California) col padre. Bianca tenta in ogni modo di diventare popolare facendo amicizia con la cheerleader Chastity, ma finisce per innamorarsi del fidanzato di lei, Joey, quarterback della squadra di football e aspirante modello. Kat, invece, femminista e attivista politica, vuole salvare a modo suo il mondo dall'ipocrisia e non s'interessa di relazioni sociali. In realtà inizia presto una relazione con Patrick Verona, un ragazzo misterioso e temuto dagli altri compagni di scuola per il suo atteggiamento antisociale. Innamorato di Bianca, invece, è Cameron, un ragazzo poco popolare, che infine troverà una ragazza di nome Dawn; un'amica di Bianca e Chastity.

## Personaggi ed interpreti

### Personaggi principali
- Kat Stratford, interpretata da Lindsey Shaw, doppiata da Chiara Gioncardi
- Bianca Stratford, interpretata da Meaghan Jette Martin, doppiata da Alessia Amendola
- Patrick Verona, interpretato da Ethan Peck, doppiato da Andrea Mete
- Cameron James, interpretato da Nicholas Braun, doppiato da Luigi Morville
- Chastity Church, interpretata da Dana Davis, doppiata da Letizia Scifoni
- Dr. Walter Stratford, interpretato da Larry Miller, doppiato da Teo Bellia

### Personaggi secondari
- Joey Donner, interpretato da Chris Zylka, doppiato da Gabriele Lopez
- Mandella, interpretata da Jolene Purdy, doppiata da Gemma Donati
- Michael Bernstein, interpretato da Kyle Kaplan, doppiato da Paolo Vivio
- Dawn, interpretata da Ally Maki
- Preside Holland, interpretata da Suzy Nakamura, doppiata da Claudia Razzi
- Ms. Darlene Tharpe, interpretata da Leslie Grossman, doppiata da Sabrina Duranti
- Ms. Somers, interpretata da Barret Swatek
- Brad, interpretato da Jack Salvatore Jr., doppiato da Nanni Baldini
- Blank, interpretato da Benjamin Stone, doppiato da Marco Vivio

## Episodi
| Stagione       | Episodi | Prima TV originale | Prima TV Italia |
| -------------- | ------- | ------------------ | --------------- |
| Prima stagione | 20      | 2009-2010          | 2010            |

## Crossover
La serie è stata trasmessa in America in abbinata con Make It or Break It ed il network ha tentato di rafforzare le nuove serie facendo un po' di promozione. Nel quindicesimo episodio di 10 cose le due protagoniste partecipano ad un talent show scolastico il cui premio finale è proprio un cameo nella serie: le due attrici di Make It Cassie Scerbo e Josie Loren compaiono nell'episodio (e sono doppiate sempre rispettivamente da Francesca Manicone e Valentina Favazza). Inoltre nel film per la televisione Un principe in giacca e cravatta vengono mostrati i poster delle due serie.